# Christine Dohler

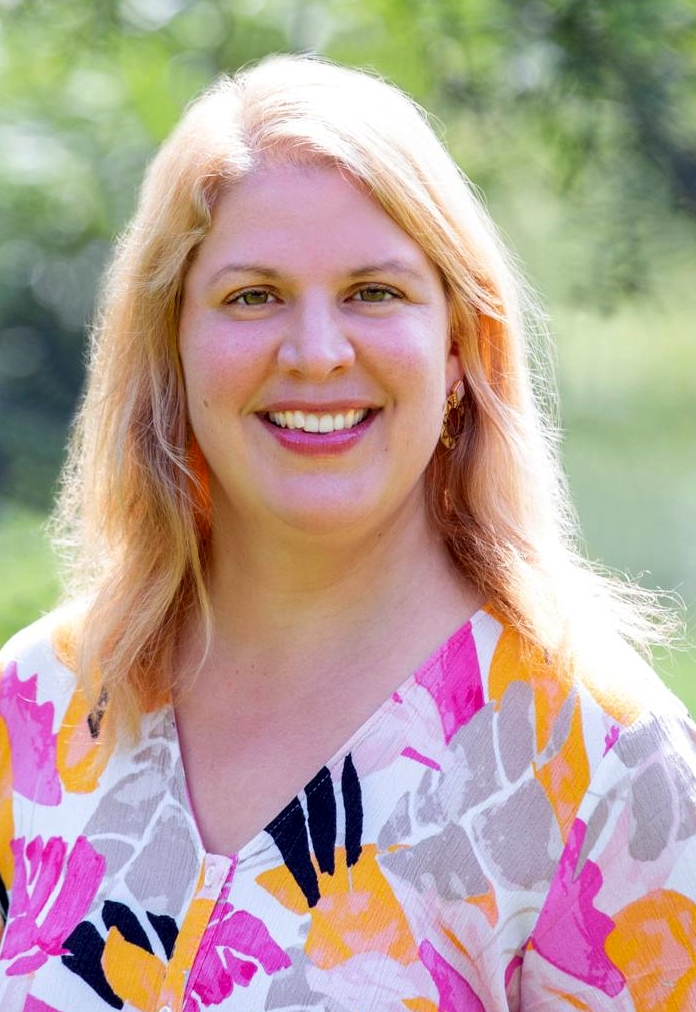
Christine Dohler (2024)

Christine Dohler (* 29. Juni 1981 in Ahlen) ist eine deutsche Schriftstellerin.

## Leben
Christine Dohler wurde 1981 in Ahlen geboren.
Christine Dohler hat Journalistik und Kommunikationswissenschaft in Hamburg studiert und die Henri-Nannen-Journalistenschule besucht. Sie war Chefreporterin bei GRAZIA, Ressortleiterin bei Lonely Planet Traveller, Chefredakteurin bei Food and Travel und Redaktionsleiterin von Emotion Slow. Von ihr sind Artikel in verschiedenen Printmedien wie ZEIT, FLOW, Süddeutsche Zeitung, Brigitte, Stern und FAS erschienen. Ihre Themengebiete: Mindfulness, Nachhaltigkeit, Reise, Food und Zeitgeist.